# Monetazione di Gortina
La monetazione di Gortina inizia verso la metà del V secolo a.C.; come la maggior parte delle città dell'antica  Creta, anche a Gortina la monetazione ha come tipi dominanti i temi mitologici. Come tutte le coniazioni in argento di Creta, anche Gortina batte uno statere con un peso tra  11,50 g e 12 g, usando così il  piede eginetico. Lo statere corrisponde a due dracme.

## Cronologia delle monetazioni
Storicamente, Creta, situata alla periferia della cultura greca, dopo la caduta della civiltà minoico-micenea ebbe importanza solo secondaria.
Nei secoli successivi emerse una serie di polis autonome, tra cui Gortina che era già occupata dal neolitico e citata nell'Iliade da Omero
- È nota una relazione molto stretta tra Egina e Creta; probabilmente perché gli abitanti di Egina si insediarono dal 520 a.C. a Cydonia, sulla costa settentrionale dell'Isola. Questa è probabilmente la ragione per cui i Cretesi, che in precedenza non avevano emesso monetazioni proprie, tra il 480 e il 457 a.C. imitarono lo statere eginetico. Anche per questo usarono, per le prime coniazioni indipendenti, come tondelli gli stateri di Egina.
- Le prime monete autonome cretesi furono coniate tra il 450 e il 425 a.C. a Gortina e Phaestus. In questo periodo dovrebbero aver avuto una alleanza, dato che usarono tipi identici: Europa su un toro per il dritto e, in un quadrato incuso, una testa di leone frontale al rovescio.
- La legenda retrograda (ΑΜIΑCΟΤΜΟΝVΤΡΟΛ) è in alfabeto arcaico: Γορτυνος το παιμα („gortynos to paima, il conio di Gortynos“[2]). Le monete circolarono in entrambe le città. La rappresentazione del leone non sembra aver alcun riferimento a un mito locale, mentre è alla fine del VI secolo o agli inizi del V è battuta sulle monete di Kyrene ed è presente costantemente sulle antiche emissioni di Samos. Poiché in questo periodo si tratta di un tipo monetario molto noto, può essere stato usato da Phaestus e Gortina, la città dominante, in carenza di altre rappresentazioni di rilevanza locale. Oltre alla testa di leone esistono anche coniazioni con al rovescio la testa di Hermes.
- Solo dal 380 a.C. c'è una più ampia varietà di tipi con un netto miglioramento di stile ed esecuzione. Alla metà del IV secolo sembra che l'alleanza tra Gortina e Phaistos sia stata sciolta, dato che le due città emettono monete nuove e non collegate tra loro. Gortina usa al dritto ancora Europa, da ora in poi, però, per lo più seduta su un platano e sul retro, ora come unico tipo, è toro che si guarda intorno. Contemporaneamente la legenda è ΓOPTY
- Verso il 320 a.C. non furono più usati come tondelli per la monetazione gli stateri eginetici o monete più vecchie di Gortina o Festo, ma erano di origine straniera. La maggior parte provenivano da Kyrene[3] e alcuni dalla Beozia e da  Sikyon. La dipendenza dall'argento d'importazione rimase anche in seguito.
- Dal 270 a.C. circa fu abbandonato il piede eginetico e si passò a quello fenicio. Da allora lo standard fu una didracma di 6,21 g - 6,68 g. Il motivo di questo cambio è nel fatto che anche Kyrene in questo periodo passò allo standard fenicio. A causa dell'uso delle monete di Kirene come tondelli per quelle cretesi, il passaggio era logico.
- Le prime monetazioni in bronzo furono intraprese verso il 260 a.C. o il 250 a.C., dato che sempre meno monete arrivavano a Creta dell'estero. Le cause è da individuare nel calo del reclutamento dei mercenari cretesi. Arrivava sempre meno soldo all'isola e quindi diminuì anche il materiale disponibile da coniare. Si passò a coniare monete in bronzo e l'uso dell'artento, a parte alcune eccezioni, fu vietato. Erano le monete d'argento che erano già state pesantemente usate; furono segnate con una contromarca ed utilizzate per scopi bellici.

## Tipi
Le monete di Gortina hanno come tipo centrale del dritto la principessa fenicia Europa su un toro o seduta in un platano e al rovescio un toro che guarda all'indietro, che rappresenta Zeus che si è trasformato. Questa interpretazione è basata sul mito di Europa e Zeus. Dopo il rapimento di Europa, Zeus arriva fino alla costa di Creta, dove prende la sua forma animale. Secondo la leggenda, questo arrivo è accaduto a Gortina. Il mitico re di Creta, Minosse, sarebbe stato concepito sotto un platano da Zeus ed Europa.
Secondo la leggenda, c'era un platano sempreverde, che era venerato a Gortina come albero sacro. In dipendenza del mito locale, e del fatto che Gortina sia la città che batte le monete, è possibile quindi identificare la donna come Europa.
Nelle monete dal 300 a.C. circa l'iconografia è ancora più chiara, dato che un grembo a Europa c'è un'aquila, un chiaro attributo di Zeus,

## Particolarità
La città di Sybrita nella Creta centrale era collegata, nel IV secolo, a Gortyna da una simmachia e adottò tra il 360 e il 330 a.C. gli stateri di Gortina con la raffigurazione di Europa e Zeus in forma di toro. SI distinguono in primo luogo per la legenda ΣΙΒΡΙΤΙΩΝ. Inoltre Europa siede verso sinistra negli stateri di Sybrita, mentre in quelli di Gortina è sempre a destra. Le monete di Sybrita con questi tipi sono particolarmente rare. Anche se l'adattamento del tipo è durato solo tre decenni, l'accordo tra le due città è stato significativamente più lungo, ma non si può parlare di una moneta federale per detto periodo.